# Partido Obrero Revolucionario (Chile)
El Partido Obrero Revolucionario (POR) de Chile fue un partido político de izquierda revolucionaria de orientación trotskista fundado en 1937 y afiliado a la IV Internacional. Fue el representante histórico del trotskismo chileno durante gran parte del siglo XX. Su órgano de difusión fue Alianza Obrera y sus principales dirigentes fueron Diego Henríquez, Enríque Sepúlveda, Humberto Valenzuela y Luis Vitale. Se disuelve en 1965 al confluir con otras tendencias de izquierda para dar nacimiento al Movimiento de Izquierda Revolucionaria (MIR).

## Breve Historia
La historia del POR chileno se puede dividir en tres períodos que obedecen cada uno a distintos estadios de desarrollo del partido y de la situación política nacional e internacional

### Primer período: años fundacionales como grupo de propaganda
Los orígenes del POR están en la Izquierda Comunista (Chile), agrupación dirigida por Manuel Hidalgo Plaza e impulsada por los adherentes a la Oposición de Izquierda Internacional liderada por León Trotski, luego de la división del Partido Comunista de Chile entre IC y los adherentes a la línea oficial del PCUS liderada a su vez por José Stalin y que tendrían en Chile como principal referente a Elías Lafferte.
Izquierda Comunista de Chile tendrá su Congreso fundacional en 1933 constituyéndose en sección chilena de la Oposición de Izquierda Internacional pero en 1936 resuelve disolverse para ingresar en 1937 al Partido Socialista de Chile. Un pequeño sector dirigido por Diego Henríquez correspondiente al comité regional por Santiago se resistió a esta política liquidacionista y se mantuvo como sección chilena de la Oposición de Izquierda Internacional para consecutivamente dar nacimiento al Grupo Bolchevique Leninista, que impulsará el periódico Alianza Obrera, reivindicará los postulados centrales del trotskismo concentrados en la teoría de la revolución permanente y se constituirá en el predecesor directo del Partido Obrero Revolucionario.
El POR se funda en 1937, y en 1938 realiza su primer Congreso Ordinario siendo elegido secretario general Enrique Sepúlveda y adoptará como periódico la publicación del Grupo Bolchevique Leninista, Alianza Obrera. En septiembre de ese año participa en el Congreso Constituyente de la IV Internacional realizado en Suiza haciendo suya la tesis central de agonía mortal del capitalismo plasmado en lo que más tarde se conocerá como el Programa de Transición.
Ese mismo año un sector de la Juventud del Partido Socialista de Chile se escindirá constituyendo el Grupo Internacionalista Obrero para convertirse en 1940 en el Partido Obrero Internacionalista. Adherirá a las tesis de la IV Internacional y por recomendación de esta se fusionará en 1941 con el POR, siendo elegido secretario general Diego Henríquez y conservando el título de la sección oficial.

### Segundo período: años de madurez e inserción como grupo de vanguardia
En 1946 presentará la candidatura presidencial de Humberto Valenzuela obteniendo 5733 votos mientras que el Partido Socialista de Chile sacaría 12 mil.
En 1951 el POR adhiere a una de las dos tendencias en las cuales se dividía la IV Internacional.
En 1952, en plena proscripción de la izquierda, el exdictador militar Carlos Ibáñez del Campo llega a la presidencia de la república con un discurso demagógico y populista, por lo que el movimiento obrero ante la debilidad de sus partidos políticos necesita impulsar una táctica sindical unitaria que le permita hacer frente. En 1953 junto a otros partidos y tendencias sindicales el POR participa del Congreso Constituyente de la Central Única de Trabajadores de Chile (CUT)  a través del Comité de Unidad Sindical presidido por Humberto Valenzuela. Posteriormente Luis Vitale integrará la dirección nacional de la CUT como dirigente de la Federación de Química y Farmacia, mientras que Humberto Valenzuela lo hace en el Provincial Santiago como dirigente de los empleados municipales integrando a su vez el Consejo Nacional de Federaciones de la CUT. 
En 1957 el POR propone en el primer Congreso Nacional de la CUT la constitución de sindicatos nacionales únicos por rama productiva para reclamar pliegos nacionales por rubro, propuesta rechazada por el PC y el PS. Ese mismo año, en el marco de un abierto giro derechista de Ibáñez que se explica por su desgaste, y detonado por al alza del transporte público, se desencadena una seminsurrección obrera y popular en la capital chilena, proceso conocido como la Batalla de Santiago en donde los obreros enfrentándose a la policía asaltan armerías y levantan barricadas por lo que el gobierno saca al Ejército a las calles. Un sector de las Juventudes Comunistas se desprende del PC descontentos por la posición moderada de este ante los hechos ocurridos, constituyéndose como Movimiento 2 de abril el cual confluirá con el POR y se fusionará con él.
En 1959 durante el segundo Congreso Nacional de la CUT el POR propone impulsar desde la central una candidatura presidencial obrera independiente rechazada por el PS y el PC.

### Tercer período: años de cristalización centrista y autoliquidación como partido
En 1961, durante su último período como secretario general de la CUT, Clotario Blest impulsa el Movimiento 3 de Noviembre a raíz de la huelga general convocada en esa misma fecha en donde pretenderá agrupar a distintas tendencias revolucionarias y sindicales de izquierda. Pasa a convertirse en 1961 en el Movimiento de Fuerzas Revolucionarias y el POR lo integrará. Dada esta experiencia, en 1964 el POR se disuelve para fusionarse con diversas tendencias con las que venía actuando en conjunto para constituir el Partido Socialista Popular. Y en 1965 este se fusionará con la fracción socialista de Vanguardia Revolucionaria Marxista para dar nacimiento al Movimiento de Izquierda Revolucionaria (MIR). Después de 27 años de vida el POR desaparece de Chile como partido trotskista.

### Desarrollo posterior del trotskismo chileno
Luego de no resolverse las diferencias estratégicas entre diversos grupos, en 1969, el ala castrista mayoritario expulsará del Comité Central del MIR a sus seis dirigentes trotskistas, entre ellos Luis Vitale y Humberto Valenzuela. Este último a su vez también era miembro del Secretariado Nacional del MIR. Continuarán actuando como MIR-Frente Revolucionario hasta que en 1972 se fusionarán con la Tendencia Revolucionaria Octubre para dar nacimiento al Partido Socialista Revolucionario (PSR) afiliado internacionalmente al Secretariado Unificado de la IV Internacional. 
Pocas semanas antes del golpe de Estado del 11 de septiembre de 1973 un grupo de militantes abandona el PSR y constituye una nueva organización trotskista denominada Liga Comunista de Chile, la que luchará en la clandestinidad durante todo el periodo de la dictadura, siendo varios de sus dirigentes y militantes asesinados por los aparatos represivos. Tras la división del Secretariado Unificado de la IV Internacional en 1979, la Liga Comunista se desafilia del movimiento trotskista internacional e intenta crear junto a otras corrientes revolucionarias un Partido de los Trabajadores, proyecto que marca el fin de su existencia como organización trotskista y que finalmente fracasa cuando la mayor parte de los dirigentes sindicales que convergieron en él decidieron apoyar en 1994 la candidatura presidencial de Manfred Max Neef.